# Военная кампания

Кампания (поход) Мигеля Идальго, Мексиканская война за независимость

Кампа́ния (от лат. campania — «равнина», от campus — «поле», от фр. campagne — «поход», «работа» (в поле); или просто — Вое́нная кампа́ния) — период (место) проводимого мероприятия вооружёнными силами государства в военное время, военные действия, совокупность операций, находящихся в непосредственной связи между собой и составляющих по времени (месту) определённый отдел войны, объединённых общей стратегической целью.
В морском деле — срок плавания военных судов (кораблей).

«Каждая война состоит из одной или нескольких кампаний, каждая кампания — из одной или нескольких операций, представляющих собой известный законченный период, от стратегического развертывании армии на исходной линии операции до окончательного решения операции путём победоносного боя на поле сражения, если бою предпослано было окружение разбитой армии, а в противном случае — путём энергической эксплуатации одержанной победы преследованием на поле сражения и на театре военных действий»— профессор стратегии, Г. А. Леер
Может быть этапом военных действий (войны), в ходе которого достигается её промежуточная цель. Могут проводиться на одном или нескольких стратегических направлениях или в целом на театре военных действий или на театре войны.
Для кампаний могут употребляются названия в зависимости от времени проведения: летняя, зимняя, кампания 1944 года и другие. 
В названия кампаний, проводимых на одном театре военных действий, входят географические названия:
- Богемская кампания 1866 года;
- Итальянская кампания 1796 — 1797 годов;

и тому подобное.
Кампании могут называться и по имени главных военачальников, известным примером могут служить Военные кампании Наполеона (наполеоновские войны).
Примеры
- Кампания Тахмаспа II в Западной Персии
- Датская кампания Карла XII
- Крымская кампания
- Кавказская кампания Крымской войны
- Польская кампания
  - Польская кампания вермахта, 1939 года
  - Польская кампания РККА, 1939 года
- Бессарабская кампания